# Тейлор, Коко
Коко Тейлор (при рождении — Кора Уолтон; 28 сентября 1928 года, округ Шелби, Теннесси — 3 июня 2009, Чикаго) — американская певица, названная за уникальный голос «Королевой блюза».
Потеряв обоих родителей в возрасте 11 лет, она вместе со своими пятью братьями и сёстрами была вынуждена с детства работать на хлопковой плантации. В 1950 году переехала в Чикаго вместе с Робертом Тейлором, за которого вскоре вышла замуж. Устроилась на работу экономкой, а по вечерам исполняла блюз в ночных клубах. В 1963 году благодаря связям мужа подписала контракт со студией Chess Records, вскоре после чего к ней пришла известность. Когда в начале 1970-х годов Chess Records прекратила своё существование, Тейлор начала сотрудничество с Alligator Records, которое продолжалось в течение трёх десятилетий.
Певица появлялась на сцене во время чествования президентов США, при инаугурации Джорджа Буша и дважды при инаугурации Билла Клинтона. Лауреат многих наград, в том числе в 1985 году Грэмми за лучший блюзовый альбом. Псевдоним Коко певица получила за свою любовь к шоколаду.
Творческая карьера Коко продолжалась почти пять десятилетий, за которые она записала такие всемирно известные композиции, как «Wang Dang Doodle» (1965 год, считается её самым главным хитом), «What Kind of Man is This» и «I Got What It Takes».
Певица семь раз номинировалась на премию Grammy, но получила она её только в 1984 году за альбом Blues Explosion. Последний альбом, Old School, был выпущен в 2007 году. Несмотря на ухудшающееся здоровье, она продолжала выступать и последний концерт дала за месяц до смерти.
Умерла 3 июня 2009 года после продолжительной болезни в госпитале Чикаго. Причиной смерти певицы стали осложнения после перенесённой 19 мая хирургической операции (желудочно-кишечное кровотечение).